# Kramfors
Kramfors je grad i središte istoimene općine u švedskoj županiji Västernorrland. 

## Zemljopis
Grad se nalazi u istočnome dijelu središnje Švedske na obalama rijeke Ångerman koja se ulijeva u Botnički zaljev.

## Stanovništvo
Prema podacima o broju stanovnika iz 2005. godine u gradu živi 6.235 stanovnika.

## Vanjske poveznice
- Službene stranice grada

### Ostali projekti
|  | Zajednički poslužitelj ima još gradiva o temi Kramfors |